# Stalheimskleivi
Stalheimskleivi, Stalheimskleiva eller Stalheimskleiven er en 1,5 km lang vejstrækning fra Nærøydalen i Norge op til toppen ved Stalheim. Stalheimskleivi blev bygget for at forbedre postvejen mellem Oslo og Bergen. Vejen går opad en bjergryg mellem to vandfald synlige fra vejen. Mod nord er der udsigt mod Sivlefossen med et fald på ca 140 meter, og mod syd ses Stalheimsfossen med et fald på 126 meter. Den bratteste stigning er 1 til 5, eller 20 %, hvorved Stalheimskleiva er en af Nordeuropas bratteste vejstrækninger.

## Historie
Stalheimskleivi er en af Norges første veje anlagt efter de vejtekniske krav, der kom omkring 1850, en såkaldt chaussé. Strækningen består af fjorten "hårnålesving" op til Stalheimsberget og blev anlagt i perioden 1842-49 af omkring 1.000 mand. Vejen blev udvidet i 1937, så biler kunne køre på den. Efterhånden blev den også asfalteret. I 1980 blev vejen afløst af to tunneller, Stalheimtunnellen og Sivletunnellen. I 2009 blev Stalheimskleivi i lighed med 39 andre vejstrækninger fredet.
Vejen var projekteret af G.D.B. Johnson efter "postfransk princip". Flere ændringer er foretaget efter 1849, som da "stabbesteinene" (kantsten) blev udskiftet med betonkanter. I Smisvingen ses rester efter "smien" (= smedjen) opsat under arbejdet foretaget i midten af 1930'erne.
Vejen er vinterlukket, men før tunnellernes anlæggelse blev den også brugt om vinteren. Den er i nyere tid ensrettet i nedadgående retning. På toppen står Sivlestenen, et mindesmærke for forfatteren Per Sivle. Der afholdes et årligt bakkeløb op ad Stalheimskleivi på 2 km med en stigning på 280 m.

## Skredet i Minesvingen i 2020
I 2020 stod Minesvingen i fare for at skride ud. En gravemaskine blev tilkaldt for at udbedre stedet, men da føreren i strid med instrukserne kørte for nær ved kanten, skred den 4-5 meter høje mur ud. Føreren kom fra det, selv om gravemaskinen styrtede 10-15 meter ned og blev ødelagt. I et krav sendt i marts 2021, bad forsikringsselskabet Gjensidige Statens vegvesen (vejvæsenet) om at påtage sig ansvaret for ulykken. Kravet er på over 1,9 millioner norske kroner.
Reparationerne medførte, at ukendte, høje mure i svingene er kommet til syne. Det samme gælder det enestående smedejernsrækværk langsmed vejen. Dette var specialstøbt for vejen, men blev delvis indstøbt i beton i 1930'erne. Nogle af stenmurene er op mod seks meter høje. Tidligere antog man, at Minesvingen fik navn efter sprængningsarbejdet, men sandsynligvis kom navnet af, at tyskerne lagde sprængkamre ned i Minesvingen under anden verdenskrig, så de i nødsfald kunne sprænge vejen i luften. I alt er der fundet syv sprængkamre af halvanden til to meters dybde og 40 x 40 meter i firkant. Forsvaret bistod, da kamrene blev åbnet, men de viste sig at være tømt.
Vejen vil være mere snæver, når restaureringen bringer den tilbage til dens oprindelige skikkelse som i 1848.